# Vatica
Vatica este un gen de plante din familia Dipterocarpaceae care conține 163 de specii.

## Specii
Speciile din genul Vatica sunt:
- Vatica adenanii Meekiong, M.S. Nizam, A. Latiff & Yahud
- Vatica affinis Thwaites
- Vatica albiramis Slooten
- Vatica badiifolia P.S.Ashton
- Vatica bantamensis (Hassk.) Benth. & Hook.ex Miq.
- Vatica bella Slooten
- Vatica borneensis Burck
- Vatica brevipes P.S.Ashton
- Vatica brunigii P.S.Ashton
- Vatica cauliflora P.S.Ashton
- Vatica chartacea P.S.Ashton
- Vatica chinensis Linn
- Vatica cinerea King
- Vatica compressa P.S.Ashton
- Vatica congesta P.S.Ashton
- Vatica coriacea P.S.Ashton
- Vatica cuspidata (Ridley) Sym.
- Vatica diospyroides Sym.
- Vatica dulitensis Sym.
- Vatica elliptica Foxw.
- Vatica endertii Slooten
- Vatica flavida Foxw.
- Vatica flavovirens Sloot.
- Vatica glabrata P.S.Ashton
- Vatica globosa P.S.Ashton
- Vatica granulata Slooten
- Vatica guangxiensis S.L. Mo
- Vatica havilandii Brandis
- Vatica heteroptera Sym.
- Vatica hullettii (Ridley) P.S.Ashton
- Vatica latiffii Meekiong
- Vatica lanceaefolia Bl.
- Vatica lobata Foxw.
- Vatica lowii King
- Vatica maingayi Dyer
- Vatica mangachapoi Blanco
- Vatica maritima Sloot.
- Vatica micrantha Slooten
- Vatica nitens King
- Vatca oblongifolia Hook.f.
- Vatica obovata Sloot.
- Vatica obscura Trimen
- Vatica odorata (Griff.)Symington
- Vatica pachyphylla Merr.
- Vatica pallida Dyer
- Vatica parvifolia P.S.Ashton
- Vatica patentinervia P.S.Ashton
- Vatica pauciflora (Korth.) Blume
- Vatica pedicellata Brandis
- Vatica pentandra P.S.Ashton
- Vatica perakensis King
- Vatica philastraena Pierre
- Vatica rassak (Korth.) Blume
- Vatica ridleyana Brandis
- Vatica rotata P.S.Ashton
- Vatica rynchocarpa Ashton
- Vatica sarawakensis Heim
- Vatica scortechinii (King) Brandis
- Vatica soepadmoi Ashton
- Vatica stapfiana (King) Sloot.
- Vatica teysmanniana Burck
- Vatica umbonata (Hook.f.) Burck
- Vatica venulosa Blume
- Vatica vinosa P.S.Ashton
- Vatica xishuangbannaensis G.D. Tao & J.H. Zhang